# El Tigre
El Tigre é uma cidade da Venezuela localizada no estado de Anzoátegui. El Tigre é a capital do município de Simón Rodríguez.